# Kroatische Badmintonmeisterschaft 2013
Die Kroatische Badmintonmeisterschaft 2013 fand vom 2. bis zum 3. Februar 2013 in Nedelišće statt.

## Medaillengewinner
| Disziplin    | Gold                                | Silber                        | Bronze                           |
| ------------ | ----------------------------------- | ----------------------------- | -------------------------------- |
| Herreneinzel | Zvonimir Đurkinjak                  | Josip Uglešić                 | Zvonimir Hölbling                |
| Herreneinzel | Zvonimir Đurkinjak                  | Josip Uglešić                 | Filip Špoljarec                  |
| Dameneinzel  | Maja Pavlinić                       | Katarina Galenić              | Margarita Tolja                  |
| Dameneinzel  | Maja Pavlinić                       | Katarina Galenić              | Tina Petranović                  |
| Herrendoppel | Zvonimir Đurkinjak Filip Špoljarec  | Zvonimir Hölbling Igor Čimbur | Marjan Vugrinec Danijel Zadravec |
| Herrendoppel | Zvonimir Đurkinjak Filip Špoljarec  | Zvonimir Hölbling Igor Čimbur | Juraj Denžić Josip Uglešić       |
| Damendoppel  | Katarina Galenić Staša Poznanović   | Helena Kovač Matea Čiča       | Dora Dragčević Lucija Vlah       |
| Damendoppel  | Katarina Galenić Staša Poznanović   | Helena Kovač Matea Čiča       | Maja Pavlinić Dorotea Sutara     |
| Mixed        | Zvonimir Đurkinjak Staša Poznanović | Igor Čimbur Matea Čiča        | Juraj Denžić Dora Dragčević      |
| Mixed        | Zvonimir Đurkinjak Staša Poznanović | Igor Čimbur Matea Čiča        | Filip Špoljarec Lucija Vlah      |